# Die Brück’ am Tay

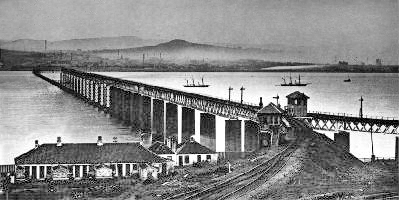
Historische Abbildung der ersten Firth-of-Tay-Brücke

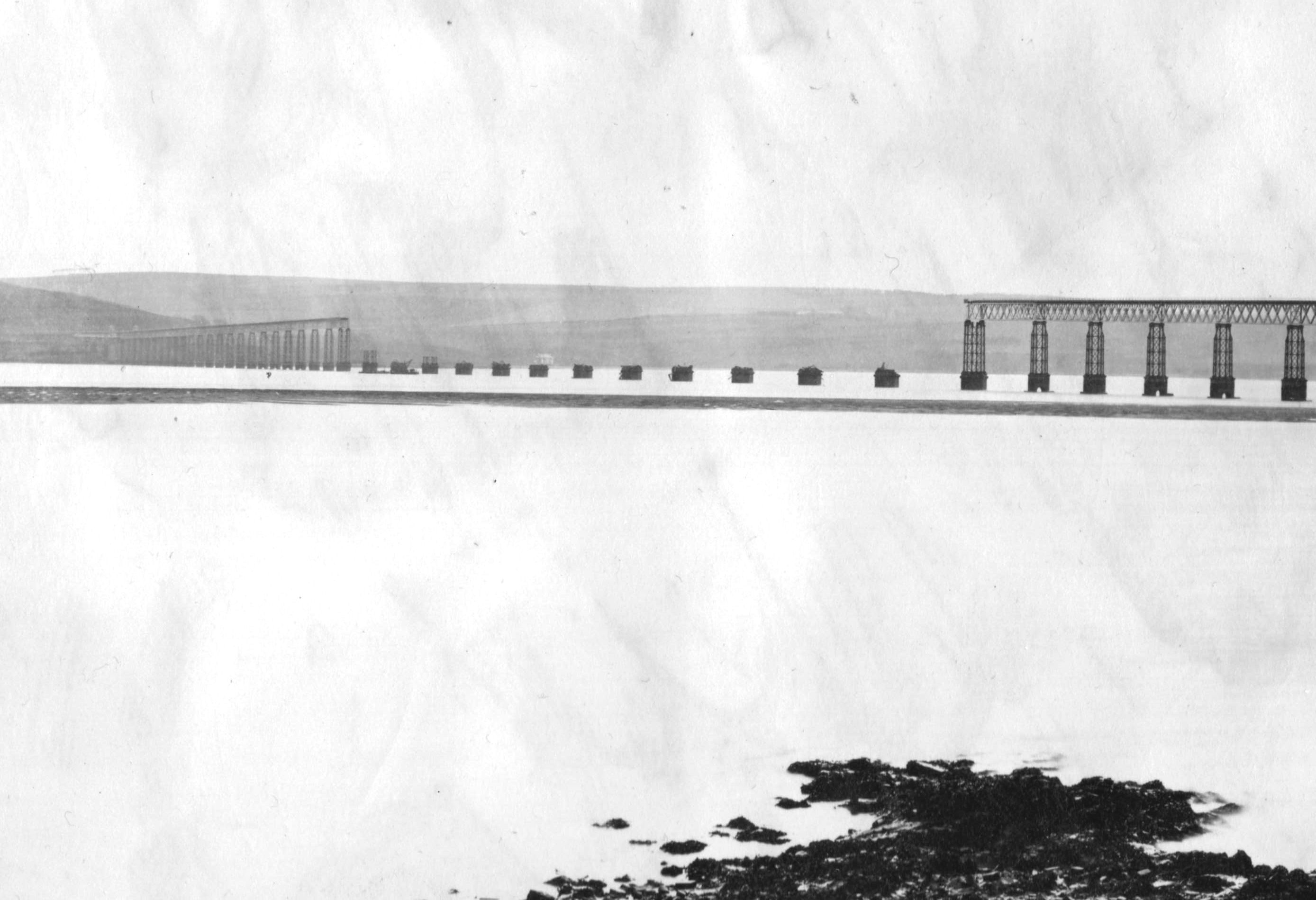
Die eingestürzte Brücke

Die Brück’ am Tay ist eine Ballade von Theodor Fontane. Sie handelt vom Einsturz der Firth-of-Tay-Brücke in Schottland am 28. Dezember 1879, der mit einem Eisenbahnzug 75 Menschen in den Tod riss. Die Firth-of-Tay-Brücke war 1871–1878 unter enormem Aufwand erbaut worden und bereits eineinhalb Jahre nach ihrer Eröffnung im Sturm zusammengebrochen. Fontane, der Schottland bereist hatte, umrahmt die Darstellung des Unglücks mit dem Motiv der Hexen aus Shakespeares Macbeth und macht seine Ballade so zu einer Mahnung vor technikgläubiger Hybris. Sein Fazit legt er einer der Hexen in den Mund:

„Tand, Tand / Ist das Gebilde von Menschenhand.“

## Entstehungsgeschichte

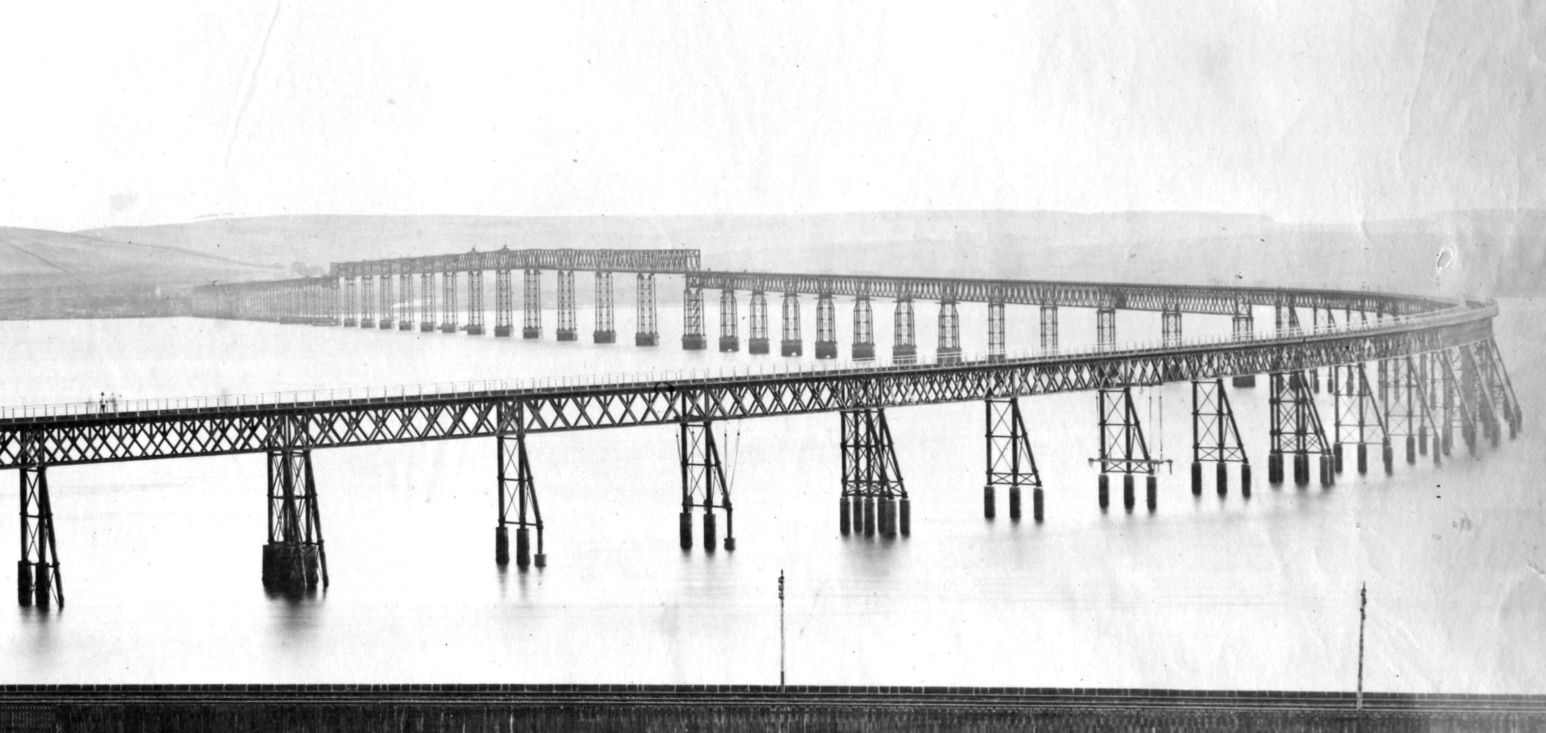
Brücke am Tay

Fontane schrieb die Ballade „in den ersten Tagen des Januar […] unter dem Eindruck des furchtbaren Eisenbahn-Unglücks in Schottland“, so dass sie „eine Woche später“, am 10. Januar 1880, in Heft 2 der Zeitschrift Die Gegenwart erscheinen konnte. Am 15. Januar 1880 schrieb Fontane in einem Brief an seine vertraute Briefpartnerin Mathilde von Rohr:

„Letzte Woche hab ich in No. 2 der ‚Gegenwart‘ ein Gedicht publicirt: ‚Die Brück’ am Tay‘, in dem ich den furchtbaren Eisenbahnunfall bei Dundee balladesk behandelt habe. […] Es hat hier eine Art Sensation gemacht, vielleicht mehr als irgend ’was, was ich geschrieben habe. Sonntag über 14 Tage wird es Kahle in einem Singakademie-Concert vortragen.“

Fontanes Quelle waren Berichte über das Unglück, die ab 29. Dezember 1879 in der Vossischen Zeitung erschienen.

## Inhalt
Drei Hexen verabreden sich, um die Brücke mit dem darüber fahrenden Zug einstürzen zu lassen. Das eigentliche Unglück wird aus der Perspektive der „Brücknersleute“ und ihres auf dem Zug fahrenden Sohnes Johnie geschildert. Die Hexen verabreden das nächste Treffen und sind mit ihrem Vernichtungswerk zufrieden.

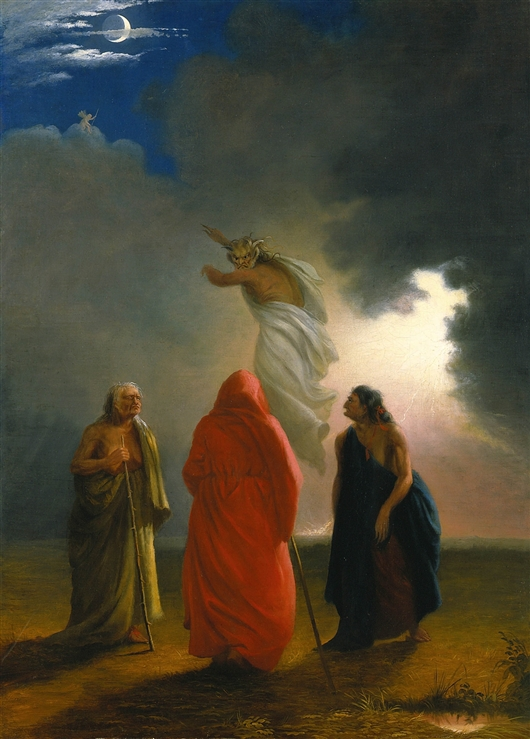
Die drei Hexen aus Macbeth

Die Ballade beginnt mit den drei Hexen aus Shakespeares Macbeth:
„Wann treffen wir drei wieder zusamm?“

 „Um die siebente Stund, am Brückendamm.“

 „Am Mittelpfeiler.“

 „Ich lösche die Flamm.“

 „Ich mit.“

 „Ich komme vom Norden her.“

 „Und ich vom Süden.“

 „Und ich vom Meer.“

„Hei, das gibt einen Ringelreihn,

Und die Brücke muß in den Grund hinein.“

 „Und der Zug, der in die Brücke tritt

Um die siebente Stund?“

 „Ei, der muß mit“

„Muß mit.“

 „Tand, Tand

Ist das Gebilde von Menschenhand!“
Das vorangestellte Motto When shall we three meet again stellt den Bezug zu diesem Drama her, dessen erste Szene in der ersten Strophe der Ballade variiert wird. Die Hexen, von Shakespeares Macbeth als Gebieterinnen über zivilisationszerstörende Elementarkräfte beschrieben,
sollen als personifizierte Naturgewalten verstanden werden, die ein weiteres Mal des Menschen Werk zunichtemachen werden.
Das Brückenwärterehepaar erwartet ängstlich den Zug aus Edinburgh und seinen Sohn Johnie, der sie heute, drei Tage nach Weihnachten, besuchen will.
Und die Brücknersleut, ohne Rast und Ruh

Und in Bangen sehen nach Süden zu,

Sehen und Warten, ob nicht ein Licht,

Übers Wasser hin „Ich komme“ spricht,

„Ich komme, trotz Nacht und Sturmesflug,

Ich, der Edinburger Zug.“
Die Zuversicht, mit moderner Technik alles meistern zu können, teilt auch Johnie:
Und Johnie spricht: „Die Brücke noch!

Aber was tut es, wir zwingen es doch.

Ein fester Kessel, ein doppelter Dampf,

Die bleiben Sieger in solchem Kampf,

Und wie’s auch rast und ringt und rennt,

Wir kriegen es unter: das Element.“
Stolz auf die Überlegenheit moderner Technik denkt er an die Umständlichkeiten der Zeit vor der Errichtung der Brücke:
Und unser Stolz ist unsre Brück;

Ich lache, denk ich an früher zurück,

An all den Jammer und all die Not

Mit dem elend alten Schifferboot;
Doch Johnies Eltern müssen mit ansehen, wie der Zug letztlich ins Meer stürzt:
Denn wütender wurde der Winde Spiel,

Und jetzt, als ob Feuer vom Himmel fiel’,

Erglüht es in niederschießender Pracht

Überm Wasser unten… Und wieder ist Nacht.
Damit endet die Schilderung des Unglücks. Viel mehr konnte Fontane bei der Abfassung des Gedichts Anfang Januar auch noch nicht bekannt sein. Selbst die Hexen, die nun noch einmal zu Wort kommen, werden sich erst bei ihrem nächsten Treffen Details wie Zahl und Namen der Opfer und ihre Schicksale mitteilen können.
„Wann treffen wir drei wieder zusamm?“

 „Um Mitternacht, am Bergeskamm.“

 „Auf dem hohen Moor, am Erlenstamm.“

 „Ich komme.“

 „Ich mit.“

 „Ich nenn’ euch die Zahl.“

 „Und ich die Namen.“

 „Und ich die Qual.“

„Hei!

Wie Splitter brach das Gebälk entzwei.“

 „Tand, Tand

Ist das Gebilde von Menschenhand!“

## Gestaltung des Gedichts
Die Ballade besteht aus sieben Strophen, die mittleren fünf davon zu je acht Knittelversen. Die beiden Rahmenstrophen fallen auch optisch auf, weil – dem Wortwechsel des Hexendialogs folgend – ein Vers in zwei oder in der letzten Strophe sogar über drei Zeilen aufgespalten ist. Die erste Strophe besteht aus elf, die letzte, eine verkürzte Variation der ersten, aus neun Versen, wobei die erste und letzte Zeile der Strophen jeweils identisch sind.
Von den sich gegen das Versmaß stellenden Versen „Hei!“ und „Tand, Tand …“ der letzten Strophe abgesehen, haben die Verse jeweils vier Hebungen mit freier Füllung durch unbetonte Silben. Im ersten Vers wird hinter „drei“ die Senkung durch eine Synkope unterdrückt, so dass zwei betonte Silben direkt aufeinandertreffen. Der vorletzte Vers der 1. Strophe „Muß mit … Tand, Tand“ besteht sogar nur aus Hebungen aufgrund einer Durchsynkopisierung. Dem Knittelvers gemäß ist der Endreim ein Paarreim. Die lockere Form des Knittelverses eignet sich besonders gut für Erzählgedichte und ist daher seit dem Mittelalter gängig, besonders für volkstümliche Gedichte oder Gedichte, die den volkstümlichen Tonfall nachahmen. Im Gegensatz zu der Lockerheit des Versmaßes steht die Strenge der Kadenzbildung. Jeder Vers endet männlich, das heißt mit einer betonten Silbe. Dadurch wird etwa die Hälfte der deutschen Wörter für die Gestaltung des Versendes ausgeschlossen. Fontane bringt den Vers hinsichtlich Versmaß und Kadenz in eine Balance von Lockerheit und Strenge. Diese ist charakteristisch für die Kunstballade und unterscheidet sie von der Volksballade, die Strenge in der formalen Gestaltung nicht kennt.
Die fünf Binnenstrophen, die die Minuten vor dem Unglück aus verschiedenen Perspektiven erzählen, bestehen abermals aus einem Rahmen um die mittleren drei Strophen, die weitgehend in wörtlicher Rede die Beobachtungen und Gedanken des Lokführers und seiner wartenden Eltern im Brückenhaus wiedergeben. Die erste Hälfte der 2. und 6. Strophe, die den Binnenrahmen bilden, ist im Wortlaut identisch, die zweite Hälfte mit den Signalwörtern Sturm und Nacht variiert und gesteigert. Auch sonst werden viele Motive wiederaufgenommen und variiert (Licht, Christfest, Wasser). Dieses Variationsprinzip korrespondiert mit der oben erwähnten metrischen Balance.
Eine Ballade enthält normalerweise Merkmale der drei literarischen Gattungen, was auch hier der Fall ist. Als Erzählgedicht bedient es sich der Gestaltungsmerkmale von Lyrik (Verse, Versmaß, Reimschema) und Epik (Handlungsverlauf). Wörtliche Rede ist das entscheidende Merkmal der Dramatik. Sie dominiert mit einem Anteil von mehr als zwei Dritteln das Gedicht.
Dem schon hinreichend spektakulären Unglück gibt Fontane eine zusätzlich unheimliche Komponente durch den Hexendialog in den Rahmenstrophen: Durch Verzicht auf Zuordnung der Einzelsätze zu den Beteiligten suggeriert er ein Stimmengewirr rational nicht fassbarer Mächte, die die Rationalität der menschlichen Ingenieurskunst zunichtemachen. Das intertextuelle Macbeth-Zitat nutzt dessen Implikationen (die Hexen sind Ausdruck von Macbeths Gewissensbissen und des psychischen Drucks) zur konservativ-skeptischen Botschaft des sechzigjährigen Dichters: Die Hybris der technischen Welt verlangt nach einem Korrektiv.

## Rezeption
Heute ist das Gedicht ein Klassiker im Deutschunterricht in der Schule.
Die Band Junge Dichter und Denker verarbeiteten die Ballade zu einem Contemporary R&B-Song.

## Text
- Theodor Fontane: Die Brück am Tay. (28. Dezember 1879). In: Ders.: Gedichte I. 2. durchges. u. erw. Auflage. 1995, S. 153–155 (Grosse Brandenburger Ausg.).

## Medien
- Ritter und Raben (Balladen); Otto Sander und das Oakmusic Ensemble. Patmos Verlag, 2007; DNB 983468699.